# The Commitments (film)
The Commitments is een Iers-Brits-Amerikaanse film van Alan Parker die werd uitgebracht in 1991. 
Het scenario van Roddy Doyle is gebaseerd op zijn gelijknamige roman uit 1987 die het eerste luik vormt van zijn The Barrytown Trilogy. De  twee volgende delen werden later verfilmd als The Snapper (1993) en The Van (1996), beide onder regie van Stephen Frears.  

## Verhaal
Het verhaal speelt zich af aan het einde van de jaren tachtig in een noordelijke arbeiderswijk van Dublin.
Jimmy Rabbitte, een jonge werkloze twintiger, houdt slechts van één muziekstijl, soul. Hij droomt ervan die muziek in Ierland
te populariseren. 
Als zijn twee vrienden, gitarist Outspan Foster en bassist Derek Scully, uit hun feestjes opvrolijkend muziekgroepje gezet worden, krijgt hij het idee om een soulband te vormen. Vermits hij noch kan zingen noch een instrument bespelen beslist hij audities te houden. Via advertenties dienen zich allerlei kandidaten aan tot hij uiteindelijk een zanger, drie achtergrondzangeressen en een oudere ervaren trompettist geschikt vindt. Geleidelijk wordt de band, die The Commitments gedoopt wordt, nog aangevuld met enkele andere instrumentalisten
Na een langzaam bochtig parcours weten The Commitments zich een weg te banen naar het succes. 

## Rolverdeling
| Acteur              | Personage                               |
| ------------------- | --------------------------------------- |
| Robert Arkins       | Jimmy Rabbitte                          |
| Andrew Strong       | Declan 'Deco' Cuffe, zanger             |
| Maria Doyle Kennedy | Natalie Murphy, achtergrondzangeres     |
| Angelina Ball       | Imelda Quirke, achtergrondzangeres      |
| Bronagh Gallagher   | Bernie McGloughlin, achtergrondzangeres |
| Colm Meaney         | Jimmy Rabbitte senior                   |
| Glen Hansard        | Outspan Foster, gitarist                |
| Kenneth McCluskey   | Derek Scully, bassist                   |
| Johnny Murphy       | Joey 'The Lips' Fagan, trompettist      |
| Félim Gormley       | Dean Fay, saxofonist                    |
| Michael Aherne      | Steven Clifford, pianist                |
| Dick Massey         | Billy Mooney, eerste drummer            |
| Dave Finnegan       | Mickah Wallace, tweede drummer          |